# Динамівська вулиця (Харків)
Дина́мівська ву́лиця — вулиця у Харкові, у Шевченківському районі. Приблизним півколом вулиця огинає із заходу Центральний парк, починаючись і закінчуючись на Сумській вулиці. Названа на честь розташованого на ній стадіону «Динамо».
Ділянка вулиці від Європейської вулиці до Сумської, якою йде великий транспортний потік, була прокладена через край Центрального парку в 2010 році, що спричинило значні протистояння між міською владою та екоактивістами. Суперечливим залишається питання про те, чи ця ділянка входить до складу Динамівської вулиці, чи є просто безіменною дорогою.

## Розташування
Вулиця починається перехрестям з Сумською вулицею і є прямим продовженням вулиці Олеся Гончара. На Динамівській вулиці закінчуються вулиця Трінклера, провулок Глісада Джуса, Фанінський провулок, Європейська вулиця й Ковригінська вулиця, над вулицею проходить Харківська канатна дорога, потім через залізничний переїзд вулицю перетинає дитяча залізниця. Постійно забираючи праворуч, вулиця огинає Центральний парк і знову виходить на Сумську вулицю біля заводу «ФЕД».
На першому кварталу вулиці рух односторонній (від вулиці Трінклера до Сумської), на решті вулиці — двосторонній. Вулиця є значною транспортною артерією, особливо на ділянці від Європейської вулиці до Сумської, сполучаючи Шатилівку і район проспекту Науки з північно-східною частиною міста.

## Історія
Початково вулиця мала назву Паркова. 20 вересня 1936 року перейменована на вулицю Червоних Стадіонів. У роки німецької окупації Харкова (1942—1943) згідно з рішенням міськуправи від 7 вересня 1942 року вулиця отримала ім'я Тараса Шевченка. У списку вулиць 1954 року Динамівська вулиця вже фігурує під сучасною назвою.
На початку XX століття Динамівська вулиця закінчувалась невдовзі після перетину з Новгородською, але генеральний план розвитку Харкова передбачав її продовження через окраїну парку. Зрештою, в 2010 році для цього виділили гроші. 19 травня 2010 року харківська міськрада дозволила вирубати 503 дерева, щоб розпочати дорожні роботи. 21 травня активісти екологічної групи «Печеніги» заявили, що вирубано вже на 100 дерев більше, ніж було дозволено міськрадою, і виставили у парку пікет проти подальшої вирубки дерев. Пікет підтримали інші громадські організації, і наступні тижні ознаменувались жорстким протистоянням між активістами, лісорубами і правозахисниками. Тим не менш, протягом літа 2010 року дорогу збудували. В кінці серпня її відкрили для руху.
Ситуація з назвою новозбудованого продовження Динамівської вулиці тривалий час залишалась невизначеною. В 2011 році міський голова Геннадій Кернес стверджував, що вона носить назву Білої Акації. (Зараз вулицею Білої Акації називається сусідня вулиця в котеджному селищі з виїздом на вулицю Дерев'янка, відділена від Динамівської парканом і зеленою зоною). В 2014 міська комісія з питань топоніміки стверджувала, що жодних актів про найменування цієї дороги не приймалось, оскільки на ній немає об'єктів, що потребують адресації. Однак на більшості карт цю ділянку зараз відмічають як продовження Динамівської вулиці.

## Об'єкти
- вул. Сумська 77/79 — Харківський університет повітряних сил імені Івана Кожедуба
- 5а — Школа вищої спортивної майстерності і стадіон «Піонер»
- 4 — гуртожиток Національного юридичного університету імені Ярослава Мудрого
- 3а — спорткомплекс «Зірка»
- пров. Фанінський 2 — школа «Ранок»
- ЖК «Люксембург»
- 3 — спорткомплекс «Динамо»
- вул. Європейська 85 — Обласний спеціалізований диспансер радіаційного захисту населення